# 사티리콘 (밴드)

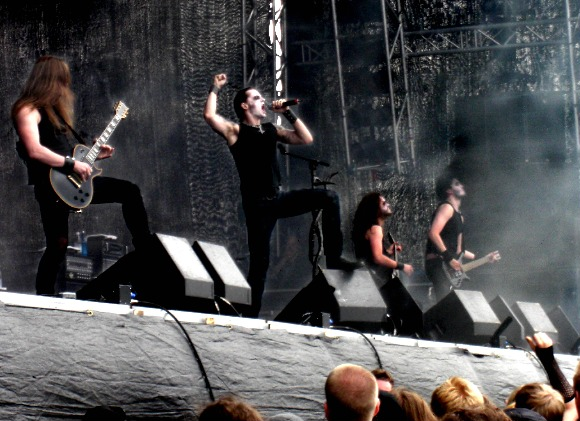

사티리콘(Satyricon)은 1991년 오슬로에서 결성된 노르웨이의 블랙 메탈 밴드이다. Satyr와 Frost는 1993년부터 이 밴드의 핵심 구성원으로 활동하고 있다. 이 밴드의 처음 3개의 음반은 노르웨이의 블랙 메탈 스타일을 대표한다. 1999년 4번째 음반을 기점으로 이 밴드는 이 스타일에서 벗어나 자신들만의 소리로 전통적인 헤비 메탈의 요소들을 포함하게 되었다. 사티리콘은 EMI에 가입한 최초의 노르웨이의 블랙 메탈 밴드가 되었다.

## 구성원
현 구성원
- Satyr
- Frost

과거 구성원
- Kveldulv
- Samoth
- Exhurtum
- Wargod
- Lemarchand